# Monte Sanford
O Monte Sanford é um vulcão em escudono campo vulcânico Wrangell, nos montes Wrangell, na Região Censitária de Valdez-Cordova, parte oriental do Alasca, Estados Unidos. É o terceiro mais alto vulcão dos Estados Unidos depois do Monte Bona e do Monte Blackburn.  A face sul do vulcão, na cabeceira do glaciar de Sanford, ergue-se 2400 m para uma distância horizontal de 1600 m, no que é uma das vertentes mais inclinadas da América do Norte. É um pico ultraproeminente e está integrado no Parque Nacional e Reserva de Wrangell-St. Elias, ficando perto do rio Copper.

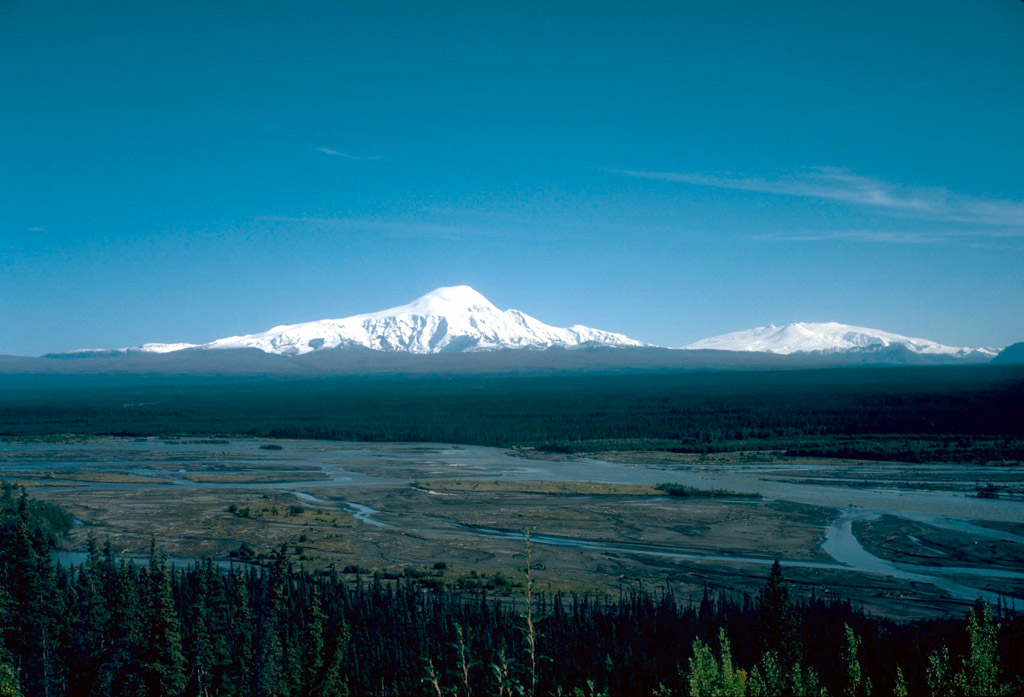
Montes Sanford (esq.) e Wrangell (dir.)

Esta montanha foi palco de um trágico acidente aéreo em 12 de março de 1948, quando o voo Northwest Airlines 4422, devido a uma colisão com o solo em voo controlado, se estatelou e provocou a morte a 30 pessoas. Os destroços só foram descobertos em 1999, 51 anos depois do acidente, e apenas se descobriu parte de um corpo.
A primeira ascensão ao topo foi feita em 1938 por Terris Moore e Bradford Washburn, e a primeira ascensão solitária foi a do japonês Naomi Uemura, que morreria em 1984 a tentar escalar sozinha o Monte McKinley.